# Soví hory
Soví hory, polsky Góry Sowie, jsou sudetské pohoří v jihozápadním Polsku. Nejvyšší horou je Wielka Sowa (Velká Sova, 1015 m). Pohoří je budováno rulami a migmatity, horniny Sovích hor jsou podle odhadů 2,5 miliardy let staré.
Pohoří se táhne od údolí řeky Bystrzyce na severozápadě k Srebrnogórskému sedlu na jihovýchodě. Severovýchodní úpatí hor je, na rozdíl od jihozápadního, poměrně výrazně omezeno.
Na území Sovích hor byl roku 1991 vyhlášen Park Krajobrazowy Gór Sowich. Na severovýchodních svazích mezi horou Kalenica a Słoneczna je rezervace Bukowa Kalenica.
Na Velké Sově stojí kamenná rozhledna s kruhovým rozhledem do Čech a do Slezska – Krkonoše, Valbřišské hory, Bardské hory. Na vrcholu hory Kalenica je rozhledna s podobným výhledem.
V Sovích horách pod vrcholy Włodarz [ˈvwɔdaʃ] (polsky správce), Ostra a Soboň jsou podzemní prostory zbudované organizací Todt za druhé světové války. Tento utajovaný projekt neznámého určení nesl název S3 nebo Riese. Objekty Rzeczka, Włodarz a Osówka jsou zpřístupněny. Objekty Soboň, Jawornik a Gontowa se pomalu hroutí a jsou dostupné pouze na vlastní riziko. Při východním okraji hor je Srebrnogórská pevnost. Při severozápadním okraji hor, nad řekou Bystrzycí, nedaleko obce Zagórze Śląskie, stojí hrad Grodno. Jedná se o jednu z největších historických atrakcí regionu. Hrad Grodno je mohutná goticko-renesanční (170 metrů dlouhá) pevnost, která se postupně změnila ve velkolepou zříceninu. Některé objekty však byly v 19. a ve 20. století uvedeny do původního stavu (zastřešeny, obnoveny interiéry i bohatá sgrafitová výzdoba fasád), a tak zde můžeme obdivovat i četné historicko-umělecké exponáty v muzeu, které zde bylo otevřeno již roku 1904. Na počátku 20. století vybudovala společnost Eulengebirgsbahn ozubnicovou trať přes hřeben Sovích hor. Trať byla později zrušena, dodnes se však zachovaly dva vysoké viadukty.
Zatímco v létě jsou hory cílem pěší turistiky, v zimě jsou místem zimních sportů. Sjezdovky jsou soustředěny do okolí Sokolího sedla (Przełęcz Sokola), Jugowského sedla (Przełęcz Jugowska) a Velké Sovy.